# Nanjing Olympic Sports Center
Nanjing Olympic Sports Center (chiń. 南京奥林匹克体育中心; pinyin Nánjīng Àolínpǐkè Tǐyùzhōngxīn) – kompleks sportowy w Hexi New Town w Nankinie, w Chinach. Zajmuje powierzchnię 89,6 ha, o łącznej powierzchni budowy około 401 000 m².  
Głównym obiektem kompleksu jest wielofunkcyjny stadion mogący pomieścić 62 000 widzów. W skład kompleksu wchodzi również m.in. hala sportowa na 13 000 widzów, basen, centrum tenisowe i centrum technologii sportowej. 
Budowa rozpoczęła się 18 sierpnia 2002 roku, a inauguracja nastąpiła 1 maja 2005 roku. Wykonawcą projektu była firma HOK Sport (obecnie pod nazwą Populous). Kompleks gościł 10. edycję Chińskiej Olimpiady Narodowej w 2005 roku, część spotkań kobiecych piłkarskich Mistrzostw Azji U-16 2011, a także był gospodarzem 2. Letnich Igrzysk Olimpijskich Młodzieży w roku 2014. 
Na głównym stadionie regularnie swoje mecze rozgrywała piłkarska drużyna Jiangsu Suning F.C., aż do rozwiązania w 2021.